# Thanawat Suengchitthawon
Thanawat Suengchittawon (en thaï : ธนวัฒน์ ซึ้งจิตถาวร) né le 8 janvier 2000 à Bangkok en Thaïlande est un footballeur international thaïlandais qui évolue au poste de milieu de terrain au club thaïlandais du Ratchaburi FC.

## Biographie

### Carrière en club

#### AS Neunkirch
Suengchitthawon naît le 8 janvier 2000 à Bangkok en Thaïlande. En 2006, il rejoint le club local lorrain de l'AS Neunkirch dans lequel il y reste pendant sept ans.

#### AS Nancy
En 2013, alors qu'il n'a que treize ans, Suengchitthawon rejoint l'AS Nancy-Lorraine, il commence par ailleurs à jouer en équipe réserve qui évolue en National 3 dès 2016.

#### Leicester City
Le 19 septembre 2020, Suengchittawon est transféré librement au club anglais de Leicester City ou il s'installe avec l'équipe réserve. Le 3 avril 2021, il est appelé en équipe première par l'entraîneur nord-irlandais Brendan Rodgers pour un match de championnat contre Manchester City sans que le jeune thaïlandais ne fasse ses débuts, défaite deux buts à zéro.
En juin 2023, Suengchitthawon fait partie des nombreux joueurs qui quittent le club à la fin de la saison 2022-2023.

### Carrière en sélection
Suengchittawon possède à la fois la nationalité thaïlandaise et française. Il est donc éligible pour la Thaïlande, pays d'origine et la France, lieu ou il a grandi.
Il joue d'abord avec l'équipe de France des moins de 16 ans et des moins de 17 ans.
Le 12 avril 2021, il est appelé en sélection thaïlandaise pour la première fois par le sélectionneur japonais Akira Nishino pour participer à un rassemblement de trois matches contre l'Indonésie, les Émirats arabes unis et la Malaisie dans le cadre du deuxième tour des éliminatoires de la zone Asie de la Coupe du monde de football 2022.
Le 29 mai 2021, Suengchitthawon honore sa première sélection lors d'un match amical contre le Tadjikistan en remplaçant Sathaporn Daengsee à la 46e minute, nul 2-2.
Sa deuxième sélection a lieu lors du match qualificatif pour la Coupe du monde de football 2022 contre l'Indonésie le 3 juin 2021 qui se clôt par un nul 2-2,.
Il fait également partie de la liste des vingt-neuf joueurs retenus pour le Championnat d'Asie du Sud-Est de football 2020 avec laquelle il remporte le championnat.

## Statistiques

### En sélection
| Saison                | Sélection             | Campagne                           | Phases finales | Phases finales | Phases finales | Éliminatoires | Éliminatoires | Éliminatoires | Matchs amicaux | Matchs amicaux | Matchs amicaux | Total | Total | Total |
| Saison                | Sélection             | Campagne                           | M              | B              | Pd             | M             | B             | Pd            | M              | B              | Pd             | M     | B     | Pd    |
| --------------------- | --------------------- | ---------------------------------- | -------------- | -------------- | -------------- | ------------- | ------------- | ------------- | -------------- | -------------- | -------------- | ----- | ----- | ----- |
| 2021                  | Thaïlande             | Coupe du monde 2022                | -              | -              | -              | 2             | 0             | 0             | 1              | 0              | 0              | 3     | 0     | 0     |
| 2021-2022             | Thaïlande             | Championnat d'Asie du Sud-Est 2020 | 6              | 0              | 0              | -             | -             | -             | -              | -              | -              | 6     | 0     | 0     |
| Total sur la carrière | Total sur la carrière | Total sur la carrière              | 6              | 0              | 0              | 2             | 0             | 0             | 1              | 0              | 0              | 9     | 0     | 0     |

### Matchs internationaux
| Matchs internationaux de Thanawat Suengchitthawon | Matchs internationaux de Thanawat Suengchitthawon | Matchs internationaux de Thanawat Suengchitthawon | Matchs internationaux de Thanawat Suengchitthawon | Matchs internationaux de Thanawat Suengchitthawon | Matchs internationaux de Thanawat Suengchitthawon | Matchs internationaux de Thanawat Suengchitthawon                                |
| #                                                 | Date                                              | Lieu                                              | Adversaire                                        | Résultat                                          | Compétition                                       | Notes                                                                            |
| ------------------------------------------------- | ------------------------------------------------- | ------------------------------------------------- | ------------------------------------------------- | ------------------------------------------------- | ------------------------------------------------- | -------------------------------------------------------------------------------- |
| 1                                                 | 29 mai 2021                                       |                                                   | Tadjikistan                                       | 2 - 2                                             | Match amical                                      | Entre en jeu à la place de Sathaporn Daengsee à la 46e minute de jeu.            |
| 2                                                 | 3 juin 2021                                       | Stade Al-Maktoum, Dubai ( Émirats arabes unis)    | Indonésie                                         | 2 - 2                                             | Éliminatoires de la Coupe du monde 2022           | Titulaire                                                                        |
| 3                                                 | 15 juin 2021                                      | Stade Al-Maktoum, Dubai ( Émirats arabes unis)    | Malaisie                                          | 0 - 1                                             | Éliminatoires de la Coupe du monde 2022           | Titulaire, remplacé par Jakkaphan Kaewprom à la 72e minute de jeu.               |
| 4                                                 | 5 décembre 2021                                   | Stade national de Singapour, Kallang ( Singapour) | Timor oriental                                    | 2 - 0                                             | Championnat d'Asie du Sud-Est 2020                | Entre en jeu à la place de Phitiwat Sukjitthammakul à la 46e minute de jeu.      |
| 5                                                 | 11 décembre 2021                                  | Stade national de Singapour, Kallang ( Singapour) | Birmanie                                          | 4 - 0                                             | Championnat d'Asie du Sud-Est 2020                | Titulaire, remplace par Worachit Kanitsribampen à la 76e minute de jeu.          |
| 6                                                 | 14 décembre 2021                                  | Stade national de Singapour, Kallang ( Singapour) | Philippines                                       | 2 - 1                                             | Championnat d'Asie du Sud-Est 2020                | Titulaire, remplacé par Thitiphan Puangjan à la 76e minute de jeu.               |
| 7                                                 | 23 décembre 2021                                  | Stade national de Singapour, Kallang ( Singapour) | Viêt Nam                                          | 2 - 0                                             | Championnat d'Asie du Sud-Est 2020                | Titulaire, remplacé par Thitiphan Puangjan à la 46e minute de jeu.               |
| 8                                                 | 26 décembre 2021                                  | Stade national de Singapour, Kallang ( Singapour) | Viêt Nam                                          | 0 - 0                                             | Championnat d'Asie du Sud-Est 2020                | Entre en jeu à la place de Pathompol Charoenrattanapirom à la 46e minute de jeu. |
| 9                                                 | 1er janvier 2022                                  | Stade national de Singapour, Kallang ( Singapour) | Indonésie                                         | 2 - 2                                             | Championnat d'Asie du Sud-Est 2020                | Titulaire, remplacé par Phitiwat Sukjitthammakul à la 46e minute de jeu.         |

## Palmarès

### En sélection
Avec l'équipe de Thaïlande de football, il remporte le championnat d'Asie du Sud-Est 2020 contre l'Indonésie.
| Thaïlande                                                         |
| ----------------------------------------------------------------- |
| - Championnat d'Asie du Sud-Est de football : - Vainqueur en 2020 |